# Take-Ichi-Konvoi
Der Take-Ichi-Konvoi (jap. 竹一船団, Take ichi sendan, dt. „Schiffsverband Bambus Eins“) war ein Konvoi der Kaiserlich Japanischen Marine während des Pazifikkriegs. Er verließ am 17. April 1944 mit zwei eingeschifften Infanteriedivisionen Shanghai, um die japanischen Positionen auf den Philippinen und dem westlichen Neuguinea zu verstärken. Angriffe von U-Booten der United States Navy am 26. April und 6. Mai führten zur Versenkung von vier der mitfahrenden Transportschiffe und zum Tod von über 4000 Soldaten. Als Folge brach der Konvoi seine Fahrt ab und steuerte die Insel Halmahera an, wo das verbliebene Material und die überlebenden Soldaten angelandet wurden.
Die Verluste und das Scheitern des Konvois hatten wichtige strategische Auswirkungen. Da offensichtlich Truppenverstärkungen nicht mehr ohne Verluste an die Front gebracht werden konnten, nahm das japanische Große Hauptquartier die vordere Verteidigungslinie um fast 1000 km zurück. Die Kampfkraft der Divisionen litt erheblich unter den Verlusten, was sich bei späteren Bodenkämpfen gegen alliierte Truppen deutlich zeigte.

## Hintergrund
Im September 1943 kamen die Kaiserlich Japanische Marine und das Kaiserlich Japanische Heer überein, entlang einer „absoluten Zone der nationalen Verteidigung“ Stellungen für ebendiese einzurichten. Die Ausläufer dieser Zone reichten von den Marianen und Karolinen über das westliche Neuguinea durch die Bandasee und die Floressee. Zu dieser Zeit befanden sich für die Aufgabe nur ungenügende Heereseinheiten in der Region und es wurde beschlossen, Kampfeinheiten aus China und dem japanischen Marionettenstaat Mandschukuo zu verlegen, um die für die Verteidigungsstrategie als essenziell angesehenen Flugfelder zu schützen. Die Verlegung verzögerte sich durch Kapazitätsengpässe auf Seiten der Marine. Die Verstärkung der Marianen und Karolinen erhielt die höchste Priorität, wodurch die für Neuguinea bestimmten Einheiten bis April 1944 in China verblieben, bis ausreichend Schiffraum bereitstand.
Ab Anfang 1944 versenkten alliierte Unterseeboote in zunehmendem Maße japanische Schiffe. Durch die Entschlüsselung der japanischen Marinecodes waren sie in der Lage, den feindlichen Funkverkehr abzuhören und ihre U-Boote so an die japanischen Schiffe heranzuführen. Hinzu kam, dass die Marine regelmäßig die Position und die geplante Route der durch ihre Kampfeinheiten geschützten Konvois an das Hauptquartier durchgab. Die U-Boot-Kommandeure erhielten diese Routen von den Entschlüsselungsabteilungen mitgeteilt und konnten anschließend frei entscheiden, wo und wann sie die besten Voraussetzungen für einen Angriff sahen.
Die mangelhafte U-Jagd-Doktrin der japanischen Marine trug ebenfalls zu den hohen Verlustzahlen bei. Sie hatte vor und während der ersten Kriegsjahre der U-Jagd und dem Schutz von Handelsschiffen nur einen geringen Stellenwert bemessen und geschützte Geleitzüge wurden erst ab 1943 zur Regel. Erst gegen Ende 1943 wurde das Große Geleithauptquartier zur Koordinierung von Geleitzügen und der Entwicklung einer Standarddoktrin für die Konvoibildung eingerichtet. Im April 1944 erfolgte zusätzlich die Einrichtung eines Geleit-von-Konvois-Hauptquartier. Es stellte einen Pool erfahrener Kommandeure dar, die als Konvoibefehlshaber dienen sollten. Von ihnen besaß aber keiner wirkliche Erfahrung in der Konvoikriegsführung oder der U-Abwehr.
Angriffe auf die Handelsschifffahrt im Februar 1944 führten zu einer neuen Zusammenstellung der japanischen Geleitzüge. In diesem Monat gingen über zehn Prozent der Handelsflotte durch U-Boote und Luftangriffe verloren. Unter den Verlusten befanden sich mehrere Transportschiffe mit Verstärkungen für die Marianen und Karolinen. Als Reaktion vergrößerte das Große Geleithauptquartier die Standardgröße der Konvois von fünf auf „große“ Geleitzüge mit zehn bis zwanzig Schiffen. Durch diesen Wechsel konnte die Marine mehr Geleitschiffe pro Konvoi bereitstellen und man hoffte, die Reduktion der Konvoianzahl würde es den feindlichen U-Booten erschweren, Ziele zu finden. Die japanische Führung schrieb die rückläufigen Versenkungszahlen im März des Jahres dieser neuen Strategie zu. Zustande kamen sie jedoch dadurch, dass die im Pazifik operierenden amerikanischen U-Boote in diesem Monat zur Unterstützung der Fast Carrier Task Force abkommandiert waren.
Der Take-Ichi-Konvoi wurde im April 1944 in Shanghai zusammengestellt. Ziel war es, die 32. Division nach Mindanao und den Kern der 35. Division ins westliche Neuguinea zu transportieren. Die beiden 1939 aufgestellten Divisionen bestanden aus im Krieg in China erprobten Einheiten. Eines der drei Infanterieregimenter der 35. Division war Anfang April von der Division abgetrennt und nach Palau geschickt worden, das es ohne Verluste erreichte.
Die beiden Divisionen schifften auf großen Transportschiffen ein, die von ungewöhnlich starken Kräften Schutz erhielten. Der erfahrene Konteradmiral Kajioka Sadamichi erhielt das Kommando über den Konvoi. Die Geleitkräfte gehörten dem neu gebildeten 6. Geleitzugskommando an. Unter ihnen befanden sich Kajiokas Flaggschiff, der kohlengetriebene Minenleger Shirataka sowie die Zerstörer Asakaze, Shiratsuyu, Fujinami, die Geleitschiffe Kurahashi, CD-20 und CD-22, das Minenräumboot W-2, die U-Jäger CH-37 und CH-38 sowie die Kanonenboote Ataka, Tama Maru dai-nana und Uji.

## Fahrt

### Shanghai nach Manila

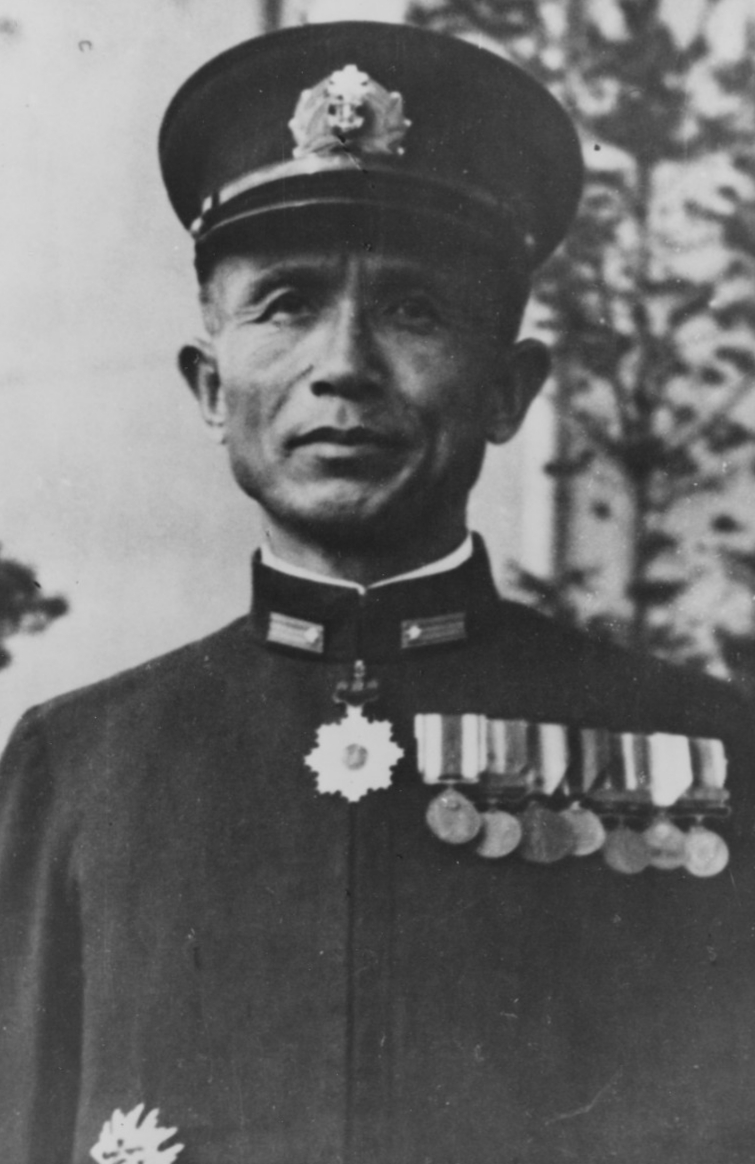
Konteradmiral Kajioka Sadamichi, 1944.

Der Konvoi verließ Shanghai am 17. April in Richtung Manila. Er bestand neben dem 6. Geleitzugskommando aus 15 Transportschiffen. Sieben der Transporter hatten lediglich für Manila bestimmtes Material an Bord, während die beiden Divisionen auf je vier Schiffe aufgeteilt waren. Die Alliierten konnten die Nachrichten über das Auslaufen des Konvois abfangen und auch Nachrichten über seinen Kurs südwärts entschlüsseln.
Mittels der abgefangenen Funksprüche wurde das U-Boot USS Jack an den Konvoi herangeführt und sichtete ihn am Morgen des 26. April nordwestlich der Küste von Luzon. Beim Versuch, sich in eine gute Schussposition für einen Torpedoangriff zu bringen, ging der Kontakt wieder verloren. Ein japanisches Flugzeug sichtete die USS Jack wenig später und griff sie erfolglos an. Der Geleitzug änderte seinen Kurs trotz dieser Warnung nicht. Gegen Mittag konnte die Jack die Rauchfahne der Shirataka sichten und versuchte bei Überwasserfahrt wieder aufzuschließen, war durch einen erneuten Luftangriff aber zum Abtauchen gezwungen.
Nach Einbruch der Nacht konnte sie aufschließen, aber nicht in den Konvoi selbst eindringen. Sie feuerte daher drei Torpedofächer mit insgesamt 19 Torpedos in das Zentrum des Geleitzugs, wobei das Frachtschiff Yoshida Maru getroffen wurde und sank. Auf dem Schiff befand sich ein komplettes Regiment der 32. Division. Alle annähernd 3.000 Menschen auf dem Schiff kamen bei dem schnellen Untergang um. Die verbliebenen japanischen Schiffe setzten ihre Fahrt fort und erreichten ohne weitere Zwischenfälle am 29. April Manila.

### Manila nach Halmahera

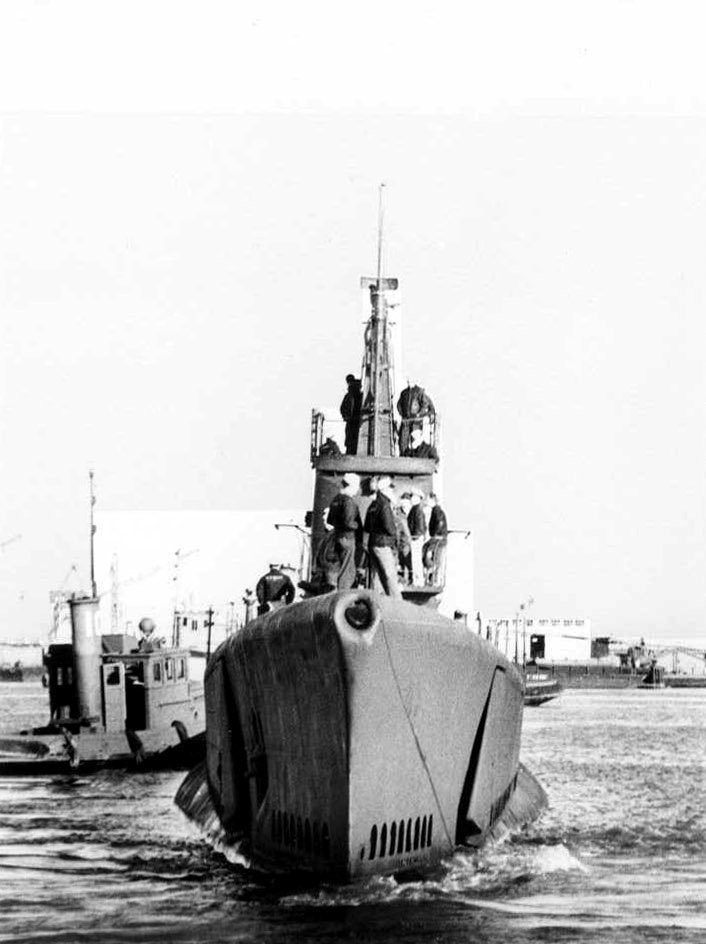
USS Gurnard vor Mare Island, Kalifornien, 14. März 1944.

Das Ziel der 32. Division änderte sich während der Fahrt von Shanghai nach Manila. Das Große Hauptquartier befürchtete, dass die zunehmende Schwierigkeit, Truppen an die Front zu transportieren, dazu führen könnte, dass die geplanten Verstärkungen die „absolute Zone der Nationalen Verteidigung“ nicht in voller Stärke vor den alliierten Truppen erreichen. Daher sollte die Division die 2. Armee im westlichen Neuguinea und dem östlichen Teil Niederländisch-Indiens verstärken. Diese stand nach Meinung des Großen Hauptquartiers unter einer unmittelbareren Angriffsgefahr als die Truppen auf Mindanao, wo die Division ursprünglich anlanden sollte.
Der Geleitzug setzte seine Reise in Richtung Neuguinea am 1. Mai fort. Er bestand nun aus acht Transportschiffen – eines der Material nach Manila transportierenden Schiffe ersetzte die Yoshida Maru – unter dem Geleit der Shirataka, Asakaze, Shiratsuyu, CH-37, CH-38 und W-22. Er nahm dabei eine speziell durch die 3. Südflotte geplante Route, mit der man das Risiko von U-Boot-Angriffen zu minimieren hoffte.
Durch Funkentschlüsselung konnten die Alliierten die Abfahrt erneut entdecken. Am 2. Mai kamen sie zu dem Schluss, der Konvoi bestehe aus neun Transport- und sieben Geleitschiffen mit 12.784 Soldaten der 32. und einer unbekannten Truppenzahl der 35. Division. Weitere Entschlüsselungen offenbarten die Route, Geschwindigkeit, mittägliche Position und das Ziel der japanischen Schiffe. Am selben Tag erfolgte die Weitergabe der gewonnenen Informationen und auf Basis dieser die Positionierung mehrerer U-Boote, um den Konvoi abzufangen.
Am 6. Mai entdeckte die USS Gurnard den Geleitzug in der Celebessee nahe der nordöstlichen Spitze Sulawesis. Das U-Boot näherte sich dabei in Unterwasserfahrt an, um einer frühzeitigen Entdeckung durch Flugzeuge zu entgehen. Nach einer vierstündigen Annäherung griff das Boot die japanischen Transporter an und traf mit drei Torpedofächern drei von ihnen, bevor es von einem der Zerstörer entdeckt und angegriffen wurde und den Angriff abbrechen musste. Der Zerstörer fuhr mit zu hoher Geschwindigkeit, um das feindliche Boot genau orten zu können, wodurch dieses trotz des Abwurfs von schätzungsweise 100 Wasserbomben unbeschädigt entkommen konnte.
Zwei Stunden später ging die Gurnard in einiger Entfernung auf Periskoptiefe und beobachtete japanische Bemühungen, Männer und Material von den getroffenen Schiffen zu retten. Nach Einbruch der Dunkelheit torpedierte sie eines der getroffenen und noch schwimmenden Transportschiffe erneut. Durch die Angriffe der Gurnard sanken die Transportschiffe Aden Maru und Tajima Maru sowie das Frachtschiff Tenshinzan Maru. Trotz der eingeleiteten Rettungsmaßnahmen kamen 1.290 Menschen bei den Angriffen ums Leben und große Mengen Material gingen verloren.
Aufgrund seiner schweren Verluste erhielt der Take-Ichi-Konvoi den Befehl, Halmahera anzulaufen, anstatt weiter Richtung Neuguinea zu fahren. Er erreichte die Insel ohne weitere Zwischenfälle am 9. Mai. Beide Divisionen gingen dort von Bord, bevor die Schiffe am 13. Mai den Rückmarsch nach Manila antraten, wo sie ohne Verluste am 20. Mai eintrafen.

## Folgen
Die Angriffe auf den Take-Ichi-Konvoi schränkten die Kampfkraft der 32. und 35. Division stark ein. Die 32. Division verlor vier von fünf Infanteriebataillonen und zweieinhalb von vier Artilleriebataillonen. Von ursprünglich sechs erreichten nur vier Infanteriebataillone der 35. Division Halmahera und ein Großteil der Divisionsartillerie war ebenfalls verloren gegangen.
Die erlittenen Verluste führten bei der japanischen Führung zu der Einsicht, dass ein großer Teil des noch gehaltenen Neuguineas nicht mehr zu verstärken oder effektiv zu verteidigen war. Sie lehnte daher die Forderung des Befehlshabers der 2. Regionalarmee, Generalleutnant Anami Korechika, ab, mit den verbliebenen Schiffen zu versuchen, die Reste der 35. Division nach Neuguinea zu transportieren. Darüber hinaus führten die Verluste zu der Entscheidung, die Front der „absoluten Zone der nationalen Verteidigung“, die ab dem Gebiet um Wakde und Sarmi in Richtung Westen die Küste Neuguineas umfasste, auf eine Linie von Sorong nach Halmahera zurückzunehmen und östlich davon allenfalls hinhaltenden Widerstand zu leisten. Dies stellte einen Rückzug von fast 1.000 Kilometern gegenüber der im März 1944 geplanten Linie dar.
Im Juni trafen sich Marinestabsoffiziere in Manila um den Verlauf des Take-Ichi-Konvois zu analysieren. Sie gingen dabei weiterhin davon aus, dass die japanischen Funkcodes nicht geknackt seien, und suchten nach anderen Erklärungen für die mehrfache Entdeckung des Konvois. Unter den erörterten Möglichkeiten befanden sich die Ortung der Radiosignale des Konvois, die versehentliche Preisgabe von Informationen durch einen japanischen Offizier in Manila und die Aktivität von Spionen in Manila, welche die Zusammensetzung und das Auslaufen des Konvois an die Alliierten übermittelten. Die Offiziere kamen zu dem Schluss, dass Spione für die Entdeckung verantwortlich gewesen seien, weshalb es zu keiner Änderung der Funkcodes kam.
Einige der übrig gebliebenen Teile der beiden Divisionen kämpften später gegen alliierte Bodentruppen. Die 35. Division verlegte im Verlauf des Mai in kleineren Schiffen von Halmahera nach Sorong. Das im April nach Palau verlegte Regiment konnte ebenfalls erfolgreich nach Neuguinea übersetzen. Kleine Teile der Division nahmen später an den Schlachten um Biak und Sansapor teil, der größte Teil wurde jedoch im September 1944 auf der Halbinsel Vogelkop, auf der sie stationiert war, von alliierten Truppen eingeschlossen. Die 32. Division blieb als Garnison zunächst auf Halmahera. Später wurde ihr Großteil auf die benachbarte Insel Morotai gebracht, wo sie in der Schlacht um Morotai schwere Verluste erlitt, als sie einen im September und Oktober 1944 errichteten alliierten Brückenkopf ins Meer zu drücken versuchte.